# 戸田大川
戸田大川（へだおおかわ）は、静岡県沼津市南部を流れ、駿河湾に注ぐ二級河川である。登録上の名称は大川。二級河川としての延長は3.2 km。上流域には「雉ケ尾の滝」がある。

## 流路
静岡県沼津市南端の伊豆市との境界に位置する達磨山（982 m）と金冠山（816 m）等を含む稜線の西側に源を発し、北西に流れて戸田漁港に注ぐ。

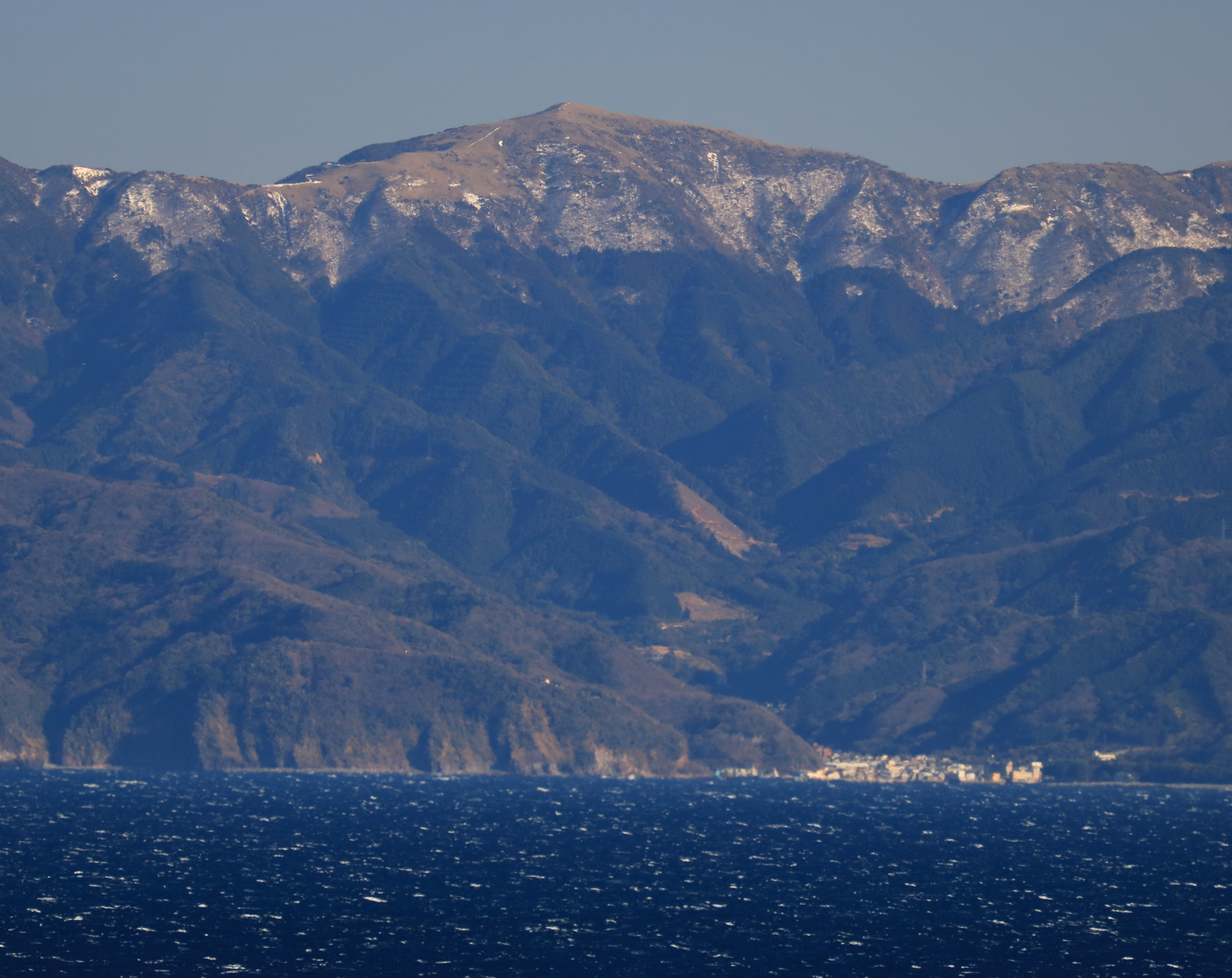
源となる達磨山とその西面の流域
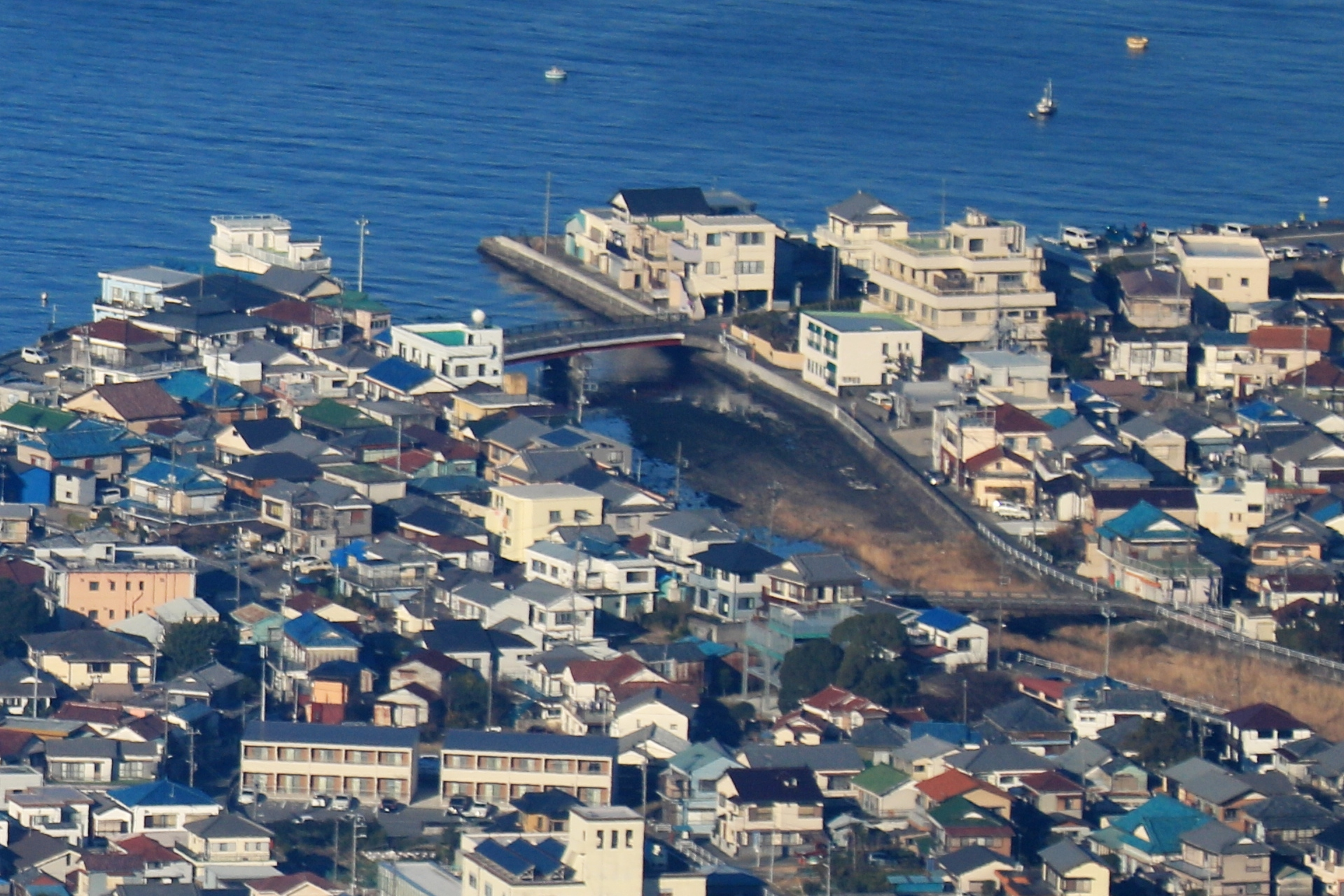
戸田漁港に注ぐ河口部